# Тайко-Мару
Тайко-Мару — корабель, який під час Другої світової війни брало участь у операціях японських збройних сил.
Судно спорудили в 1937 році на верфі компанії Mitsubishi у Йокогамі для компанії Chosen Yusen.
В якийсь момент «Тайко-Мару» реквізували для потреб Імперського флоту Японії і переобладнали у канонерський човен. На момент вступу Японії у Другу світову війну він належав до 2-го дивізіону канонерських човнів зі складу Третього флоту.
Відомо, що 4—7 грудня 1941-го «Тайко-Мару» ескортував конвой з Окінави до Кіруну (наразі Цзілун на Тайвані), а 13—15 січня 1942-го супроводжував авіатранспорт «Комакі-Мару» з Голо (архіпелаг Сулу) до Давао (південне узбережжя острова Мінданао) та назад.
2—3 березня 1942-го «Тайко-Мару» у складі загону допоміжних кораблів пройшов від Такісунгу (південно-східне завершення острова Борнео) до Крагану на сході острова Ява, де за кілька діб до того висадився японський десант (в цьому випадку охорону загону забезпечували есмінці).
15 березня 1942-го 2-й дивізіон канонерських човнів розформували, а «Тайко-Мару» передали до Другого Південного експедиційного флоту (утворений за кілька діб до того для контролю над захопленими територіями Нідерландської Ост-Індії).
За твердженням австралійських джерел, 13 травня 1942-го під час атаки літаків Hudson на Амбон (південна частина Молуккських островів) у «Тайко-Мару» влучили дві бомби. Корабель посадили на мілину, щоб уникнути більш серйозних наслідків.
29 червня — 6 липня 1944-го «Тайко-Мару» супроводив конвой з Балікпапану (центр нафтовидобувної промисловості на східному узбережжі острова Борнео) до Макассару (південно-західний півострів острова Целебес).
11 липня 1944-го «Тайко-Мару» полишив Макасар з конвоєм, що прямував до Кендарі (південно-східний півострів Целебесу). Опівдні 14 липня під час прямування загону через західну частину моря Банда американський підводний човен USS Sand Lance торпедував та потопив «Тайко-Мару».